# Telipogon monticola
Telipogon monticola är en orkidéart som beskrevs av Louis Otho Otto Williams. Telipogon monticola ingår i släktet Telipogon och familjen orkidéer.
Artens utbredningsområde är Costa Rica. Inga underarter finns listade i Catalogue of Life.